# پادشاه شفق شمالی
| بررسی انتقادی | بررسی انتقادی |
| منبع          | رتبه‌بندی      |
| ------------- | ------------- |
| آل‌میوزیک      | [ ۴ ]         |

پادشاه شفق شمالی (به انگلیسی: King of the Nordic Twilight)  نخستین آلبوم استودیویی از سولویی سه‌گانه موسوم به «حماسهٔ ادیسهٔ تقدیری» از لوکا توریلی، آهنگساز، ترانه‌نویس و نوازندهٔ گیتار ایتالیایی است که در سال ۱۹۹۹ و به موازات فعالیت‌هایش در گروه راپسودی آو فایر با صدای اولاف هایر، خوانندهٔ آلمانی منتشر شد.

## فهرست آهنگ‌ها
آهنگسازی، ترانه‌سرایی و تنظیم برای ارکستر تمامی قطعات این آلبوم را لوکا توریلی انجام داده است. این آلبوم دارای ۱۰ ترک به شرح زیر است:
| شماره      | نام                                                                                     | مدت   |
| ---------- | --------------------------------------------------------------------------------------- | ----- |
| ۱.         | «به سوی افق‌های جادویی (To Magic Horizons)»                                              | ۱:۲۱  |
| ۲.         | «اژدهای سیاه (Black Dragon)»                                                            | ۵:۰۵  |
| ۳.         | «افسانهٔ پولاد (Legend Of Steel)»                                                        | ۵:۲۱  |
| ۴.         | «ارباب برف زمستانی (Lord Of The Winter Snow)»                                           | ۶:۰۶  |
| ۵.         | «شاهزاده‌خانم آرورا (Princess Aurora)»                                                   | ۳:۴۷  |
| ۶.         | «جنگل باستانی الف‌ها (The Ancient Forest Of Elves)»                                      | ۴:۴۴  |
| ۷.         | «سریر یخ (Throne Of Ice)»                                                               | ۱:۵۲  |
| ۸.         | «آنجا که قهرمانان افتاده‌اند (Where Heroes Lie)» (سولوی گیتار در بخش آغازین از ساشا پیت) | ۴:۲۴  |
| ۹.         | «غرور جنگجو (Warrior's Pride)»                                                          | ۳:۴۸  |
| ۱۰.        | «پادشاهان شفق شمالی (Kings Of The Nordic Twilight)»                                     | ۱۱:۳۷ |
| مجموع مدت: | مجموع مدت:                                                                              | ۵۰:۱۶ |

این آلبوم همچنین دارای ترک یازدهمی نیز هست که در مشخصات آلبوم اشاره‌ای به آن نشده است. این قطعه که «ofðu Unga Ástin Min» نام دارد اجرایی از ترانهٔ سنتی‌ای ایسلندی است و Rannveig Sif Sigurdardóttir، خوانندهٔ سوپرانو، آن‌را خوانده‌است.

## اعضا
اصلی
- لوکا توریلی – گیتار لید، کیبورد
- اولاف هایر – خواننده
- ساشا پیت – گیتار، گیتار بیس، گیتار آکوستیک
- میرو – کیبورد، پیانو، سمبالو
- رابرت هونکه-ریتزو – درامز

مهمان
- لرد جیمز دیوید – راوی
- آنت بری‌من – فلوت
- بتینا ایهریگ – ویولا
- ماتیاس بروهمان – ویلن اول